# Artabanus II

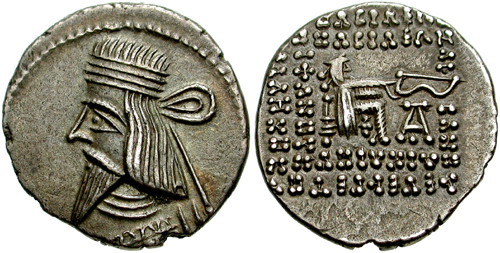
Munt van Artabanus II

Artabanus II was koning van de Parthen van 10 tot 38.

## Artabanus' regering

### Strijd om het koningschap (10-12 na Chr.)
Artabanus behoorde tot de Parthische koningsdynastie van de Arsaciden. In 6 na Chr. veroverde hij het koninkrijk Media Atropatene. Vonones I, koning van het Parthische Rijk, was een vazal van de Romeinen. Vonones was in Rome opgegroeid en gedroeg zich in allerlei opzichten als een Romein, waardoor hij de Parthische aritstocratie tegen zich in het harnas joeg. In ca10 n.Chr. riepen de aristocraten Artabanus uit tot koning. Vonones wilde zijn claims echter niet opgeven en mobiliseerde een leger tegen Artabanus. Bij een eerste treffen bleek Vonones nog sterker, maar in 12 na Chr. wist Artabanus Vonones definitief te verslaan en werd hij onbetwist koning van de Parthen. Vonones werd teruggedrongen tot Seleucia. Toen hij van hieruit in 15 na Chr. tevergeefs een opstand in Armenië probeerde te ontketenen, haalden de Romeinen hem naar Syrië, waar zij hem asiel boden (16 na Chr.).

### Artabanus en Germanicus (18 na Chr.)
Artabanus bleef erg op zijn hoede voor Vonones. Hij vreesde dat Vonones vanuit Syrië opnieuw zou proberen de Parthische troon te bemachtigen. Daarom voerde hij onderhandelingen met Germanicus, die op dat moment het bewind voerde over de oostelijke Romeinse provincies (18 na Chr.). Hij vroeg Germanicus Vonones uit Syrië weg te zenden. Germanicus stemde toe en stuurde Vonones naar Cilicia (waar hij een jaar later vermoord werd). In ruil voor deze gunst moest Artabanus accepteren dat Germanicus Zeno van Pontus had benoemd tot koning van Armenië, onder de naam Artaxias III. Hoewel dit niet naar de zin van Artabanus was, omdat hij zelf zijn oog op Armenië had laten vallen, durfde hij zich hier niet tegen te verzetten.

### Artabanus consolideert zijn macht

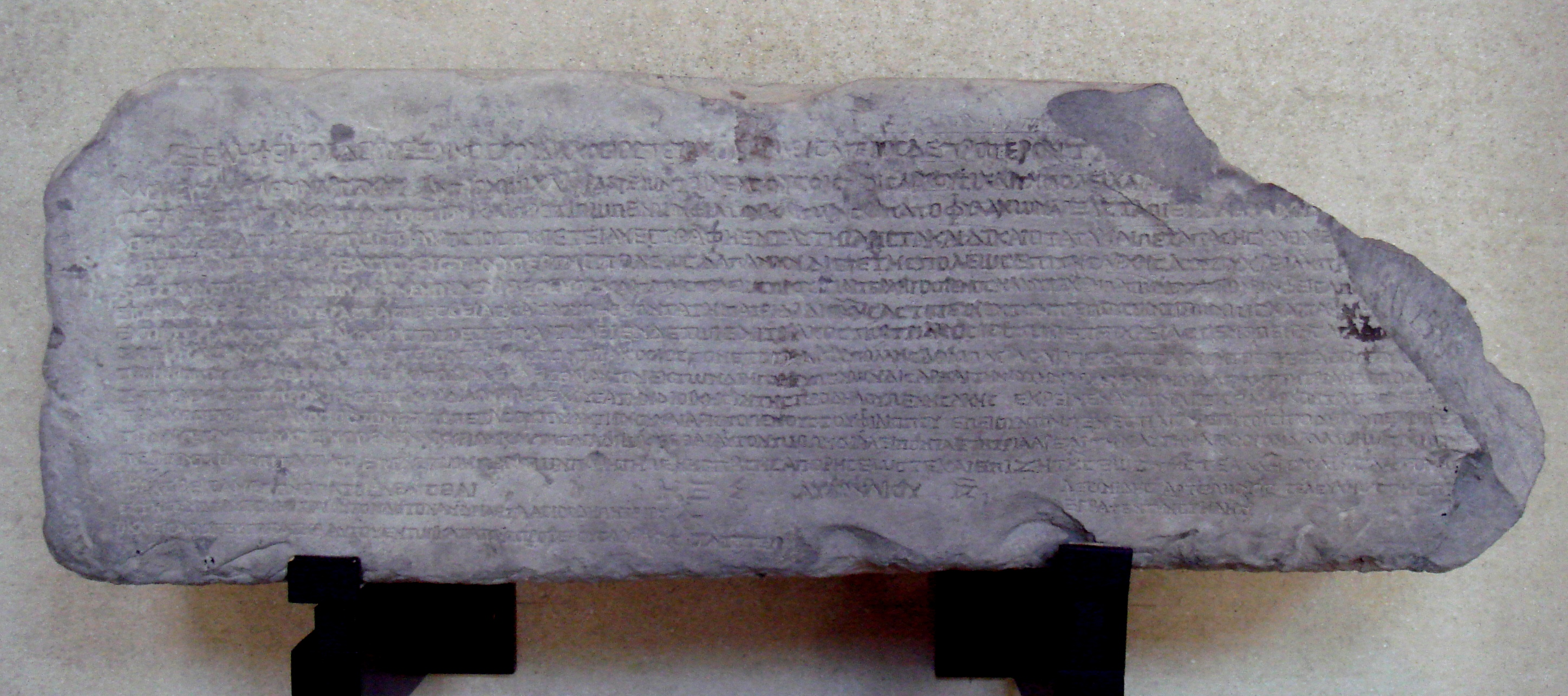
Brief van Artabanus aan de inwoners van Susa
(het Louvre, Parijs)

In de jaren die volgden consolideerde Artabanus zijn macht steeds verder. In verschillende militaire campagnes wist hij de grenzen van het Parthische rijk te verleggen en te versterken. Onder Artabanus' bewind werd Parthië opnieuw een machtig rijk, zoals het dat ook onder Mithridates II de Grote en Orodes II was geweest.
Ook in binnenlandse aangelegenheden liet Artabanus zich gelden. Een in Susa gevonden brief (gegraveerd op een blok marmer) uit 20 na Chr. toont zijn ingrijpen in de benoeming van de schatbewaarder van de stad.
In de loop der jaren trad Artabanus echter steeds vaker hard op. De hardheid waarmee Artabanus optrad, zette veel kwaad bloed bij zijn onderdanen en maakten dat hij langzaam maar zeker steun begon te verliezen bij de Parthische aristocratie.

### Onrust in Armenië en Parthië (34-38 na Chr.)
In 34 na Chr. stierf Artaxias III (Zeno van Pontus), de koning van Armenië. Direct stuurde Artabanus zijn zoon Arsaces om het koningschap voor zich op te eisen, voordat een nieuwe Romeinse kandidaat zich zou aandienen. Volgens Tacitus zond hij tegelijkertijd dreigende brieven naar Rome. Dit was niet naar de zin van de pro-Romeinse minderheid onder de Parthische aristocraten. Zij zonden een delegatie naar keizer Tiberius, waarin zij hem verzochten een van de nakomelingen van Phraates IV (die destijds vier van zijn zonen als gijzelaars naar Rome had gezonden) naar Parthië te sturen ter vervanging van Artabanus.
In eerste instantie stuurde Tiberius Phraates, een zoon van Phraates IV, naar Parthië. Phraates was echter niet gewend aan het leven buiten Rome. In Syrië werd hij ziek en stierf hij, nog voordat hij Parthië had bereikt.
Daarop stuurde Tiberius Tiridates III, een kleinzoon van Phraates IV. Hij wist met hulp van pro-Romeinse Parthische aristocraten inderdaad de hoofdstad Ctesiphon te bereiken, waar hij tot koning gekroond werd (35 na Chr.). Tegelijkertijd zond Tiberius Mithridates van Iberië naar Armenië om de Armeense troon voor zich op te eisen. Artabanus leed in Armenië een nederlaag tegen Mithridates en zijn troepen. Wel slaagde hij erin met hulp van Skythische troepen Tiridates spoedig uit Parthië te verdrijven. Op aandringen van Tiberius sloot Vitellius vrede met Artabanus.
Toen Tiberius in 37 stierf, zag Artabanus opnieuw zijn kans schoon en bezette hij Armenië. Zijn zoon Orodes stelde hij aan als koning. Toen hij bemerkte dat Lucius Vitellius een invasie van Parthië voorbereidde, trok hij zich terug en zocht hij vredesonderhandelingen. In de zomer van 37 of 38 ontmoetten Vitellius en Artabanus elkaar op een speciaal voor deze ontmoeting aangelegd ponton over de Eufraat. Artabanus erkende de grotere macht van de Romeinen en stond Armenië aan hen af. Ook offerde Artabanus voor de beeltenis van Augustus en Caligula en gaf hij zijn zoon Darius als gijzelaar aan Caligula.

### Dood en opvolging
In 38 na Chr. verdreven Parthische aristocraten Artabanus opnieuw. Deze keer kwam koning Izates II van Adiabene Artabanus echter te hulp en herstelde hij hem in zijn positie. Korte tijd later overleed Artabanus echter. Na zijn dood brak een strijd om de troon uit tussen zijn zonen Gotarzes II en Vardanes I.